# Diócesis de Netzahualcóyotl
La diócesis de Netzahualcóyotl (en latín: Dioecesis Netzahualcoytlensis) es una circunscripción eclesiástica de la Iglesia católica en México. Se trata de una diócesis latina, sufragánea de la arquidiócesis de Tlalnepantla. Desde el 7 de enero de 2011 su obispo es Héctor Luis Morales Sánchez.

## Territorio y organización
La diócesis tiene 413 km² y extiende su jurisdicción sobre los fieles católicos de rito latino residentes en el estado de México en los municipios de: Nezahualcóyotl, La Paz e Ixtapaluca. Forma parte de la zona pastoral Metro-Circundante.
La sede de la diócesis se encuentra en Ciudad Nezahualcóyotl, en donde se halla la Catedral de Jesús Señor de la Misericordia.
En 2021 en la diócesis existían 89 parroquias agrupadas en 11 decanatos y estos en 5 vicarías:
| San Juan Pablo II                | Santo Toribio Romo            | Señor de la Divina Misericordia      | Pablo VI                          | San Juan XXIII                      |
| -------------------------------- | ----------------------------- | ------------------------------------ | --------------------------------- | ----------------------------------- |
| Decanato I Señor de los Milagros | Decanato III Santos Reyes     | Decanato V San Francisco de Asís     | Decanato VIII Cristo Rey          | Decanato X San José Sánchez del Río |
| Decanato II San Felipe de Jesús  | Decanato IV Santo Cura de Ars | Decanato VI Santa María de Guadalupe | Decanato IX San Ignacio de Loyola | Decanato XI San José                |
|                                  |                               | Decanato VII Espíritu Santo          |                                   |                                     |

## Historia
La diócesis fue erigida el 5 de febrero de 1979 con la bula Plane Nobis del papa Juan Pablo II, obteniendo el territorio de la diócesis de Texcoco. El primer obispo de la diócesis fue José Melgoza Osorio, quien fue elegido como tal 5 de febrero de 1979.
Originalmente sufragánea de la arquidiócesis de México, pasó a formar parte de la provincia eclesiástica de Tlalnepantla el 17 de junio de 1989.
El 8 de julio de 2003 cedió una porción de su territorio para la erección de la diócesis de Valle de Chalco mediante la bula Venerabilis Frater del papa Juan Pablo II.

## Estadísticas
Según el Anuario Pontificio 2022 la diócesis tenía a fines de 2021 un total de 1 417 645 fieles bautizados.
| Año                                                                             | Población            | Población  | Población      | Sacerdotes | Sacerdotes    | Sacerdotes    | Bautizados por sacerdote | Diáconos permanentes | Religiosos | Religiosos | Parroquias |
| Año                                                                             | Bautizados católicos | Total      | % de católicos | Total      | Clero secular | Clero regular | Bautizados por sacerdote | Diáconos permanentes | Varones    | Mujeres    | Parroquias |
| ------------------------------------------------------------------------------- | -------------------- | ---------- | -------------- | ---------- | ------------- | ------------- | ------------------------ | -------------------- | ---------- | ---------- | ---------- |
| 1980                                                                            | 2 490 000            | 2 500 000  | 99.6           | 105        | 72            | 33            | 23 714                   |                      | 65         | 30         | 44         |
| 1990                                                                            | 3 233 000            | 3 585 000  | 90.2           | 112        | 91            | 21            | 28 866                   |                      | 41         | 100        | 82         |
| 1999                                                                            | 9 214 223            | 9 222 223  | 99.9           | 193        | 149           | 44            | 47 742                   |                      | 89         | 145        | 125        |
| 2000                                                                            | 8 819 063            | 9 283 224  | 95.0           | 194        | 152           | 42            | 45 459                   |                      | 50         | 139        | 125        |
| 2001                                                                            | 8 995 699            | 9 995 220  | 90.0           | 196        | 158           | 38            | 45 896                   |                      | 48         | 150        | 128        |
| 2002                                                                            | 8 891 872            | 10 104 400 | 88.0           | 233        | 192           | 41            | 38 162                   |                      | 56         | 167        | 131        |
| 2003                                                                            | 5 963 000            | 6 700 000  | 89.0           | 147        | 137           | 10            | 40 564                   |                      | 10         | 100        | 85         |
| 2004                                                                            | 5 364 880            | 5 647 243  | 95.0           | 126        | 99            | 27            | 42 578                   |                      | 33         | 60         | 83         |
| 2013                                                                            | 3 630 000            | 4 077 000  | 89.0           | 139        | 112           | 27            | 26 115                   |                      | 51         | 98         | 83         |
| 2016                                                                            | 1 350 432            | 1 950 846  | 69.2           | 139        | 111           | 28            | 9715                     |                      | 50         | 53         | 86         |
| 2019                                                                            | 1 391 260            | 2 009 820  | 69.2           | 130        | 103           | 27            | 10 702                   |                      | 48         | 48         | 89         |
| 2021                                                                            | 1 417 645            | 2 048 000  | 69.2           | 129        | 102           | 27            | 10 989                   |                      | 49         | 48         | 89         |
| Fuente: Catholic-Hierarchy, que a su vez toma los datos del Anuario Pontificio. |                      |            |                |            |               |               |                          |                      |            |            |            |

## Episcopologio
| Foto | Escudo | Nombre del titular              | Período                                    | Fin del cargo (razón)          |
|      |        | José Melgoza Osorio †           | 5 de febrero de 1979-15 de marzo de 1989   | retirado                       |
|      |        | José María Hernández González † | 18 de noviembre de 1989-8 de julio de 2003 | retirado                       |
|      |        | Carlos Garfias Merlos           | 8 de julio de 2003-7 de junio de 2010      | nombrado arzobispo de Acapulco |
|      |        | Héctor Luis Morales Sánchez     | Desde el 7 de enero de 2011                |                                |